# NightMoves Award
Les NightMoves Award (prix NightMoves) sont des prix décernés chaque année dans l'industrie du film pornographique par NightMoves, un magazine basé à Oldsmar, en Floride, et édité depuis 1987, initialement sous le titre Sports South. 
Les prix sont attribués depuis 1993 et étaient initialement intitulés Central Florida Adult Entertainment Awards.  Il s'agit du troisième plus ancien concours de récompenses pour adultes aux États-Unis, après les AVN Awards et les XRCO Awards. Ces prix marquent également le début de la saison des récompenses de l'industrie du porno. En plus des prix nationaux du spectacle, des prix locaux sont également décernés aux entreprises et danseurs à orientation sexuelle de la région de Tampa Bay. Deux prix sont décernés pour chaque catégorie nationale, l'un choisi par les fans et l'autre choisi par les rédacteurs du magazine NightMoves.  Un bulletin de vote en ligne est disponible pendant environ trois mois chaque année pour les prix de choix des fans. Les récipiendaires des prix du choix de l'éditeur sont choisis en fonction des critiques de films.   

## Lauréats nationaux

### Meilleur acteur
| Année | Choix des fans   | Le choix des éditeurs |
| ----- | ---------------- | --------------------- |
| 1995  | Steven St. Croix |                       |
| 1996  | Mike Horner      |                       |
| 1997  | Rocco Siffredi   |                       |
| 1998  | Mike Horner      | Peter North           |
| 1999  | Peter North      | Randy Spears          |
| 2000  | Seymore Butts    | Herschel Savage       |
| 2001  | Evan Stone       | Dillon Day            |
| 2002  | Sean Michaels    | Randy Spears          |
| 2003  | Barrett Blade    | Nick Manning          |
| 2004  | Lexington Steele | Steven St. Croix      |
| 2005  | Randy Spears     | Eric Masterson        |
| 2006  | Evan Stone       | Manuel Ferrara        |
| 2007  | Barrett Blade    | Marcus London         |
| 2019  | Seth Gamble      | Tommy Pistol          |

### Meilleure actrice
| Année | Choix des fans | Choix des éditeurs |
| ----- | -------------- | ------------------ |
| 1995  | Kylie Ireland  |                    |
| 1996  | Jenna Jameson  |                    |
| 1997  | Jenna Jameson  |                    |
| 1998  | Serenity       | Midori             |
| 1999  | Alisha Klass   | Jill Kelly         |
| 2000  | Serenity       | Juli Ashton        |
| 2001  | Tera Patrick   | Julie Meadows      |
| 2002  | Jewel De'Nyle  | Jessica Drake      |
| 2003  | Devon          | Belladona          |
| 2004  | Alexis Amore   | Stormy Daniels     |
| 2005  | Carmen Luvana  | Savanna Samson     |
| 2006  | Stormy Daniels | Jesse Jane         |
| 2007  | Eva Angelina   | Hillary Scott      |
| 2019  | Avi Love       | Romi Rain          |

### Meilleur réalisateur - Long métrage
| Année | Choix des fans | Choix des éditeurs |
| ----- | -------------- | ------------------ |
| 2014  | Brad Armstrong | Jacky St. James    |
| 2015  | Eli Cross      | Brad Armstrong     |
| 2016  | Stormy Daniels | Kay Brandt         |
| 2017  | Brad Armstrong | Jacky St. James    |
| 2018  | Kay Brandt     | Will Ryder         |

### Meilleur danseur dans un long métrage

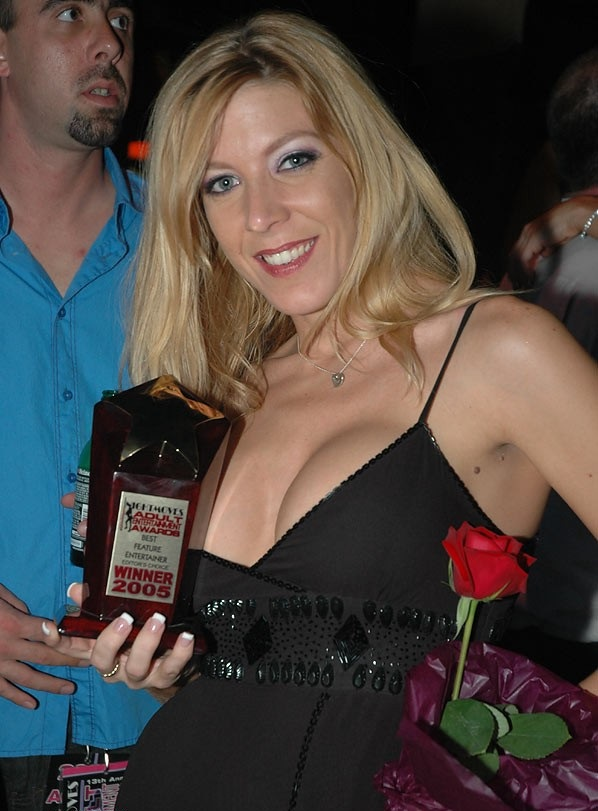
Lexi Lamour tient son trophée du meilleur danseur dans un long métrage au NightMoves Awards Show 2005.

| Année | Choix des fans   | Choix des éditeurs      |
| ----- | ---------------- | ----------------------- |
| 2002  | Gina Lynn        |                         |
| 2003  | Felicia Fox      | Teri Weigel             |
| 2004  | Lori Alexia      | Devon Michaels          |
| 2005  | Tyler Faith      | Lexi Lamour             |
| 2006  | Alexis Amore     | Vivian West             |
| 2007  | Stormy Daniels   | Gina Lynn               |
| 2008  | Sunny Lane       | Teagan Presley          |
| 2009  | Teagan Presley   | Jenna Haze              |
| 2010  | Jesse Jane       | Daisy Duxe              |
| 2011  | Jenna Haze       | Nikki Benz              |
| 2012  | Nikki Benz       | Prinzzess Felicity Jade |
| 2013  | Christina Aguchi | Gia Nova                |
| 2014  | Lexi Belle       | Richelle Ryan           |
| 2015  | Nikki Delano     | Richelle Ryan           |
| 2019  | Elsa Jean        | Jillian Janson          |

### Meilleure interprète féminine
| Année | Choix des fans  | Choix des éditeurs |
| ----- | --------------- | ------------------ |
| 1995  | Kylie Ireland   |                    |
| 1996  | Jenna Jameson   |                    |
| 1997  | Jenna Jameson   |                    |
| 1998  | Serenity        | Midori             |
| 1999  | Alisha Klass    | Jill Kelly         |
| 2000  | Serenity        | Juli Ashton        |
| 2001  | Tera Patrick    | Julie Meadows      |
| 2002  | Jewel DeNyle    | Jessica Drake      |
| 2003  | Devon           | Belladona          |
| 2004  | Alexis Amore    | Stormy Daniels     |
| 2005  | Carmen Luvana   | Savanna Samson     |
| 2006  | Stormy Daniels  | Jesse Jane         |
| 2007  | Eva Angelina    | Hillary Scott      |
| 2008  | Bree Olson      | Kaylani Lei        |
| 2009  | Bree Olson      | Jessica Drake      |
| 2010  | Kayden Kross    | Teagan Presley     |
| 2011  | Alexis Texas    | Chanel Preston     |
| 2012  | Jesse Jane      | Lexi Belle         |
| 2013  | Chanel Preston  | Britney Amber      |
| 2014  | Bonnie Rotten   | Remy LaCroix       |
| 2015  | Annika Albright | Jillian Janson     |
| 2016  | Adriana Chechik | Abella Danger      |
| 2017  | Adriana Chechik | Eva Lovia          |
| 2018  | Sarah Vandella  | Britney Amber      |
| 2019  | Adriana Chechik | Kenzie Taylor      |

### Meilleur interprète masculin
| Année | Choix des fans | Le choix des éditeurs |
| ----- | -------------- | --------------------- |
| 2008  | Tommy Gunn     | Evan Stone            |
| 2009  | Derrick Pierce | Evan Stone            |
| 2010  | Evan Stone     | James Deen            |
| 2011  | Evan Stone     | Tommy Gunn            |
| 2012  | James Deen     | Brendon Miller        |
| 2013  | Manuel Ferrara | Erik Everhard         |
| 2014  | Erik Everhard  | James Deen            |
| 2015  | Ryan Driller   | Steven St. Croix      |
| 2016  | Seth Gamble    | Manuel Ferrara        |
| 2017  | Xander Corvus  | Mick Blue             |
| 2008  | Tommy Gunn     | Evan Stone            |
| 2009  | Derrick Pierce | Evan Stone            |
| 2010  | Evan Stone     | James Deen            |
| 2011  | Evan Stone     | Tommy Gunn            |
| 2012  | James Deen     | Brendon Miller        |
| 2013  | Manuel Ferrara | Erik Everhard         |
| 2014  | Erik Everhard  | James Deen            |
| 2015  | Ryan Driller   | Steven St Croix       |
| 2016  | Seth Gamble    | Manuel Ferrara        |
| 2017  | Xander Corvus  | Mick Blue             |
| 2018  | Markus Dupree  | Xander Corvus         |
| 2019  | Charles Dera   | Ramon Nomar           |

### Prix de la réussite de vie

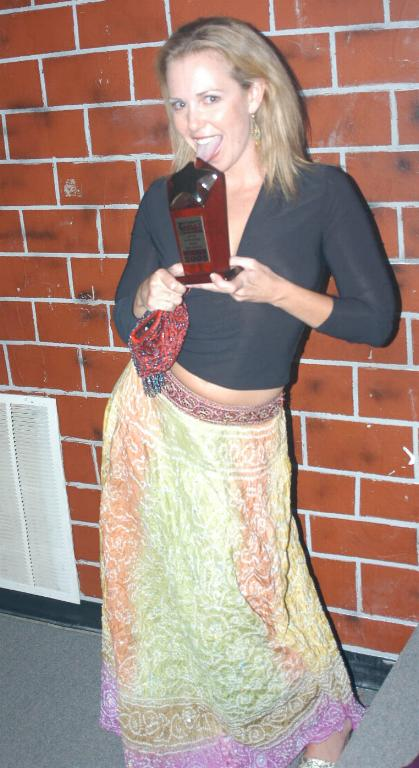
Holly Randall tenant le trophée de sa mère (Suze Randall) Lifetime Achievement Award, qu'elle a accepté en son nom aux NightMoves Awards 2005.

| Année | Bénéficiaire     |
| ----- | ---------------- |
| 1997  | Ron Jeremy       |
| 1998  | Randy West       |
| 1999  | Peter North      |
| 2000  | Seymore Butts    |
| 2001  | Larry Flynt      |
| 2001  | Jimmy Flynt      |
| 2002  | Ginger Lynn      |
| 2002  | Paul Fishbein    |
| 2003  | Dennis Hof       |
| 2005  | Suze Randall     |
| 2006  | Randy Spears     |
| 2007  | Dennis Hof       |
| 2008  | Steve Orenstein  |
| 2009  | Will Ryder       |
| 2010  | Cousin Stevie    |
| 2011  | James Bartholet  |
| 2012  | Axel Braun       |
| 2013  | Steven St. Croix |
| 2014  | Tony Batman      |
| 2015  | Dan O'Connell    |
| 2016  | Evan Stone       |
| 2017  | Greg Lansky      |
| 2018  | Kay Brandt       |
| 2019  | Johnathan Morgan |